# Шумаков, Дмитрий Валерьевич
Дмитрий Валерьевич Шумаков (род. 17 июня 1967 года, Москва, СССР) — российский учёный, кардиохирург и трансплантолог, член-корреспондент РАМН (2004), член-корреспондент РАН (2014).
Отец — советский и российский врач-трансплантолог, академик РАН В. И. Шумаков (1931—2008).

## Биография
Родился 17 июня 1967 года в Москве.
В 1990 году — окончил 1-й Московский медицинский институт имени И. М. Сеченова, специальность «лечебное дело», затем там же проходил клиническую интернатуру.
С 1991 по 1996 годы — хирург в отделении острых расстройств коронарного кровообращения и кардиогенного шока в Российском научном центре хирургии имени академика Б. В. Петровского.
С 1995 по 1996 годы — стажировка по сердечно-сосудистой хирургии и трансплантации органов, Техасский институт сердца, гор. Хьюстон, США.
С 1996 по 2018 годы — работал в НИИ трансплантологии и искусственных органов МЗ РФ, пройдя путь от врача-сердечно-сосудистого-хирурга до заведующего отделением, и заместителя директора по научной работе (2005—2013).
С 2002 по 2008 годы — профессор кафедры «Трансплантология и искусственные органы» МГМСУ.
С 2008 по 2016 годы — профессор кафедры «Трансплантология и искусственные органы» Сеченовского университета.
С марта 2018 года по настоящее время — заведующий отделом хирургии сердца и сосудов и врача-сердечно-сосудистого хирурга кардиохирургического отделения для взрослых МОНИКИ имени М. Ф. Владимирского.
В 2004 году — избран членом-корреспондентом РАМН.
В 2014 году — стал членом-корреспондентом РАН (в рамках присоединения РАМН и РАСХН к РАН).

## Научная деятельность
Специалист в области кардиохирургии и трансплантологии.
Разработал концепцию двухэтапной трансплантации сердца с применением кардиоресинхронизирующей терапии, методику проведения симультантных операций на открытом сердце и органов брюшной полости, критерии операбельности пациентов с аневризмой левого желудочка на основании определения объёма жизнеспособного миокарда методами радиоизотопных и магниторезонансных методов обследования сердца, разработал и внедрил алгоритм предоперационной подготовки для пациентов с аневризмой левого желудочка и низкой сократительной функцией миокарда.
Впервые в Росси имплантировал бивентрикулярный обход желудочков сердца паракорпоральными искусственными желудочками сердца с полиуретановыми искусственными клапанами, что послужило началу расширения программы двухэтапной трансплантации сердца.
Впервые в России выполнил операцию по подключению имплантируемого искусственного левого желудочка сердца насосом аксиального типа и внедрил данную операцию в практику.
Автор более 370 научных работ, в том числе 10 монографий и автором 12 изобретений.
Под его руководством защищено 3 докторские и 12 кандидатских диссертаций.

## Награды
- Премия Правительства Российской Федерации в области науки и техники (в составе группы, за 2014 год) — за разработку и внедрение в практику здравоохранения инновационных научно-технологических и организационных решений по повышению эффективности трансплантации сердца[3]